# Satyrus chosensis
Satyrus chosensis är en fjärilsart som beskrevs av Holik 1956. Satyrus chosensis ingår i släktet Satyrus och familjen praktfjärilar. Inga underarter finns listade.